# 데이비드 매컬럼
데이비드 매캘럼(David McCallum, 1933년 9월 19일~2023년 9월 25일)은 영국 스코틀랜드의 배우이다.

## 출연 작품
- NCIS 시즌13(2015)
- NCIS 시즌12(2014)
- NCIS 시즌11(2013)
- NCIS 시즌10(2012)
- NCIS 시즌9(2011)
- NCIS 시즌8(2010)
- NCIS 시즌7(2009)
- 원더 우먼(2009)
- NCIS 시즌6(2008)
- 벤 10: 에이리언 포스(2008)
- 배트맨 - 고담 나이트(2008)
- NCIS 시즌5(2007)
- NCIS 시즌4(2006)
- NCIS 시즌3(2005)
- NCIS 시즌2(2004)
- NCIS 시즌1(2003)
- 커밍 홈(1998)
- 블러드 라인(1996)
- 욕망의 파편(1994)
- 충격! 대예언(1994)
- 의문의 상속자(1993)
- 더티 위크엔드(1993)
- 내 노래를 들어라(1991)
- 리쯔에서 온 사나이(1988)
- 최후의 선택(1985)
- 돌아온 0011 나폴레옹 솔로(1983)
- 숲속의 눈동자(1980)
- 솔로몬 왕의 보물(1977)
- 다이아몬드 헌터(1975)
- 장렬! 모스키토(1969)
- 0011 나폴레옹 솔로 - 헬리콥터 스파이스(1968)
- 0011 나폴레옹 솔로(1968)
- 0011 나폴레옹 솔로 - 가라데 킬러(1967)
- 0011 나폴레옹 솔로 - 스파이 인 더 그린 햇(1966)
- 0011 나폴레옹 솔로 - 지옥특파(1966)
- 0011 나폴레옹 솔로 - 원 오브 아워 스파이스 이즈 미싱(1966)
- 0011 나폴레옹 솔로 - 대돌파(1965)
- 최고의 이야기(1965)
- 전세계 바다 밑(1965)
- 첩보원 0011(1964)
- 0011 나폴레옹 솔로 - 구사일생(1964)
- 제3의 눈(1963)
- 대탈주(1963)
- 프로이트(1962)
- 더 롱 앤 더 쇼트 앤 더 톨(1961)
- 타이타닉호의 비극(1958)
- 애즈 더 월드 턴즈(1956)